# Victoria Tower

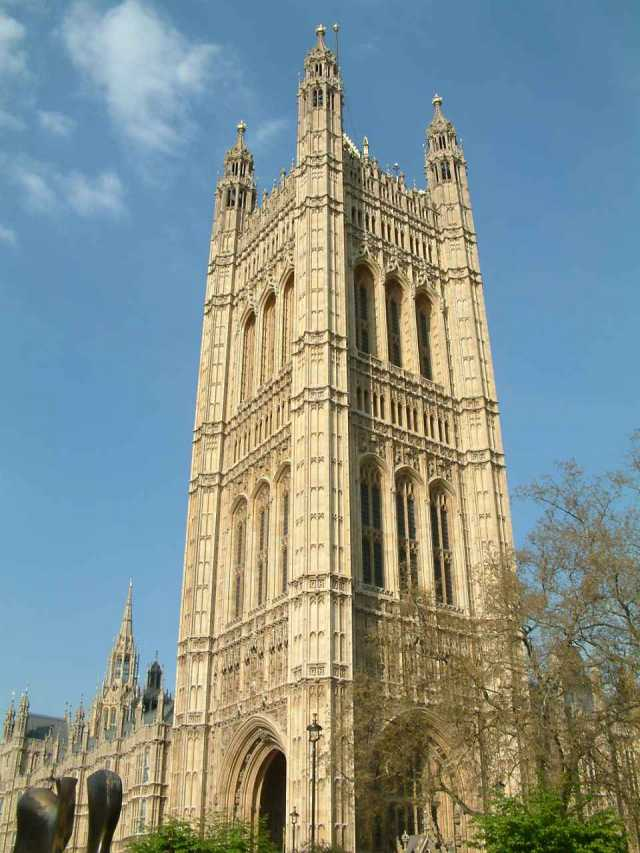
Victoria Tower.

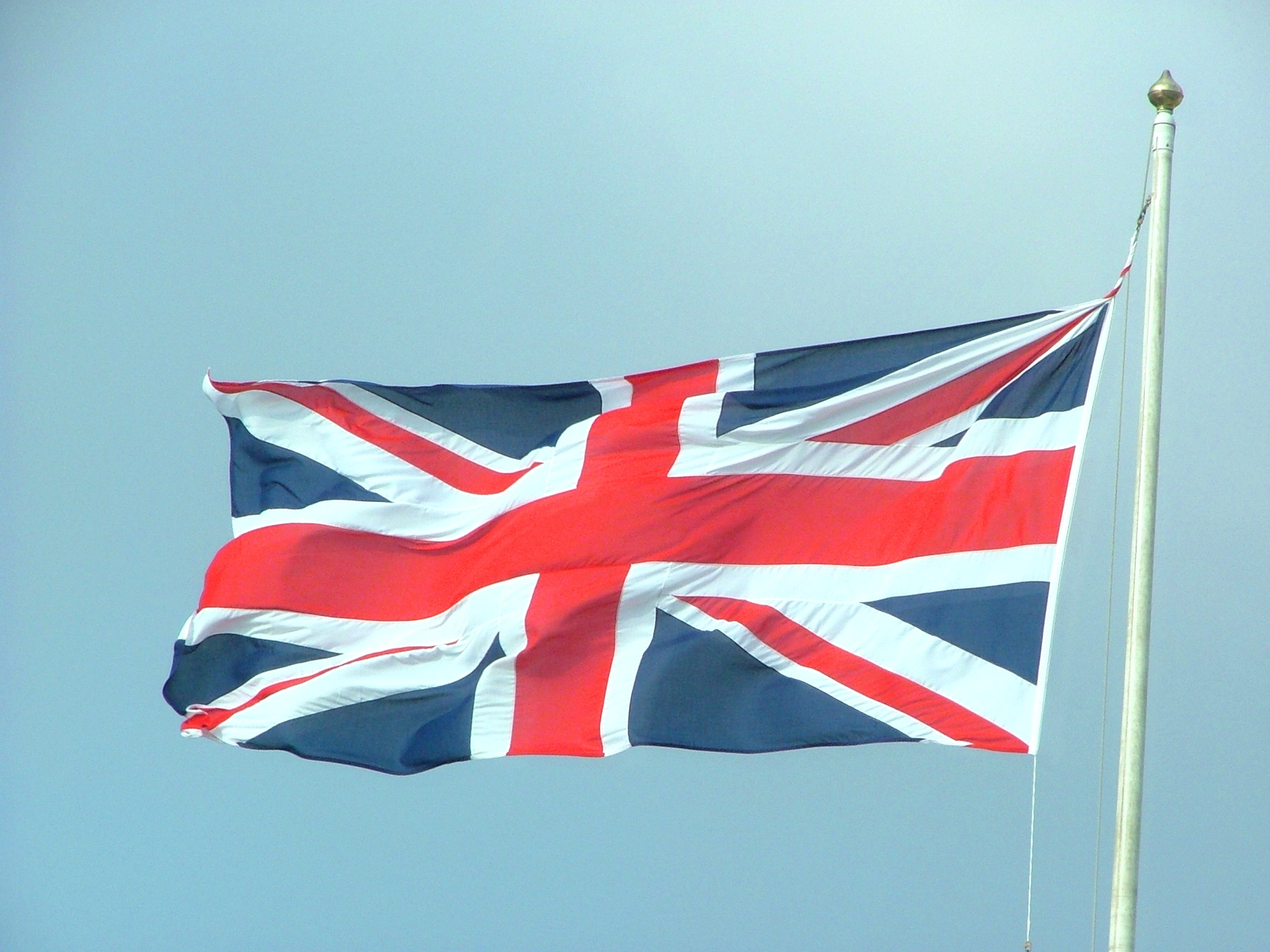
L'Union Flag, la bandiera britannica.

Victoria Tower è una torre quadrata situata a sud rispetto a Palazzo di Westminster, nella città di Londra. Con i suoi 98,5 m è leggermente più alta della torre dell'orologio Big Ben. Quando è stata edificata era la torre più alta del mondo. 
L'entrata principale ai piedi dell'edificio è chiamata Sovereign's Entrance ed è la porta da dove il Sovrano entra per la solenne Cerimonia di apertura del Parlamento del Regno Unito. Su un pennone di ferro della torre sventola la bandiera Britannica, chiamata Union Flag, se il Sovrano non è presente al suo interno; se invece il Monarca è all'interno della torre, sul pennone sventola il Royal Standard, la bandiera della famiglia reale. Nelle sue vicinanze si trovano gli omonimi giardini. 
La torre ospita gli archivi di Stato del Parlamento, motivo tra i quali venne costruita. Al suo interno si trovano tutti gli atti della Camera dei Comuni dal 1835 ad oggi, i precedenti vennero distrutti dall'incendio del vecchio palazzo il 16 ottobre 1834. Mentre gli atti della Camera dei Lords risalgono dal Medioevo ad oggi, in quanto si salvarono dall'incendio perché venivano custoditi nella vicina Jewel Tower scampata dalle fiamme. Questo fatto rende l'archivio dei Lords più importante sul piano storico/documentale oltre al fatto che a livello legislativo e giuridico essi rappresentano la maggior porzione dello sviluppo del diritto inglese dato che i Pari avevano maggior potere legislativo rispetto ai Comuni fino al XVII secolo.
Tra il 2000 e il 2004 sono stati compiuti lavori di modernizzazione degli archivi per allinearli agli standard attuali. Tra il 1948 e 1963 vennero ricostruiti dodici piani all'interno della torre, dotandola tra l'altro di un moderno sistema di aria condizionata.